# فرودگاه نیکلای
 فرودگاه نیکولای (به انگلیسی: Nikolai Airport) یک فرودگاه همگانی با کد یاتا NIB است که یک باند فرود شن دارد و طول باند آن ۱۲۲۰ متر است. این فرودگاه در کشور ایالات متحده آمریکا قرار دارد و در ارتفاع ۱۳۴ متری از سطح دریا واقع شده است.